# Moritz Leuenberger
Moritz Leuenberger er schweizisk politiker og medlem af Forbundsrådet (Bundesrat), Schweiz' regering. Han har siddet i regeringen siden 1995.
Leuenberger blev født den 21. september 1946, og han er hjemmehørende i Rohrbach (ZH).
Han repræsenterer Sozialdemokratische Partei der Schweiz (SPS).
Siden 1998 har han været minister i Departementet for miljøværn, transport, energi og kommunikationer. Moritz Leuenberger var forbundspræsident (Bundespräsident) i 2001 og 2006.